# Mirela Kumbaro
Mirela Kumbaro (* 4. března 1966, Tirana) je albánská politička, překladatelka a pedagožka.

## Životopis
V roce 1988 absolvovala v oboru románské filologie na univerzitě v Tiraně. Pokračovala ve studiu na univerzitě Paříž III. V roce 2009 obhájila dizertační práci a v roce 2012 získala titul profesora. Přednáší na univerzitě v Tiraně, také pracovala jako překladatelka a odbornice na mezinárodních projektech. Mezi její úspěchy patří překlady děl Milana Kundery a Marguerite Duras do albánštiny.
Je členem Socialistické strany Albánie. V roce 2013 byla jmenována albánským ministrem kultury.
Je vdaná za Aleksandra Furxhiho a má dvě děti.